# Podenzano
Podenzano (Pudinsàn [pudĩˈsã] in dialetto piacentino) è un comune italiano di 9 057 abitanti della provincia di Piacenza in Emilia-Romagna.

## Geografia fisica
Il capoluogo è situato in zona pianeggiante circa 8 km a sud di Piacenza, a 118 m s.l.m.
Le campagne immediatamente circostanti il capoluogo e le frazioni apparivano originariamente coperte da una folta vegetazione di latifoglie; successivamente, con la diffusione della pratica agricola, i boschi hanno lasciato sempre più spazio ai campi coltivati.
Nei pressi del torrente Nure è presente il sito ZSC-ZPS del conoide del Nure e del bosco di Fornace Vecchia, condiviso con i comuni di Ponte dell'Olio, Vigolzone e San Giorgio Piacentino, in cui è presente, in territorio podenzanese, un bosco di 16 ha, relitto di una più estesa foresta planiziale messa a dimora nel 1893 nell'ambito dei lavori per la costruzione di un acquedotto realizzato per la fornitura idrica della città di Piacenza.
Nell'area, che si configura quasi come un unicum nel territorio piacentino, sono presenti vari tipi di querce (Quercus pubescens, Quercus petraea e Quercus cerris), oltre all'ontano bianco, al carpino nero, al castagno, al frassino maggiore, all'orniello, all'acero campestre e a diverse tipologie di pioppi (Populus alba, Populus nigra e Populus tremula).

## Storia
I primi abitanti della zona di Podenzano sono le civiltà "terremare" che costruirono un villaggio costituito di palafitte protette da fossi. La zona è poi occupata dai Galli nel IV secolo a.C. per poi diventare confine tra la Repubblica romana e i territori dei Galli dopo le fondazioni di Piacenza e Cremona, avvenute nel 218 a.C.
Nel Medioevo è presente a Podenzano la famiglia Malaspina che, a partire dal 1153, edifica il castello, situato nel centro dell'abitato e divenuto, poi, sede del comune. Cacciati i Malaspina a seguito di un intervento del comune di Piacenza, è coinvolto nelle lotte tra guelfi e ghibellini e, nel duecento, subisce un lungo assedio da parte delle truppe di Gian Galeazzo Visconti. Nel 1466 il feudo podenzanese viene acquistato da Bartolomeo e Gianfrancesco Anguissola; nel 1477 la famiglia Anguissola ottiene il titolo comitale, assegnazione che è poi confermata nel 1511, quando il re di Francia Luigi XII, all'epoca duca di Milano, concede al conte Giovanni la giurisdizione sul feudo di Podenzano. Gli Anguissola restano a Podenzano fin verso il 1650, quando il feudo viene assegnato alla famiglia Salvatico, per poi diventare parte del Ducato di Parma e Piacenza.
Nel 1821 la parte nord del comune di Podenzano, comprendente la frazioni di San Polo e Turro ed una fetta del capoluogo situata a settentrione della strada di San Rocco viene aggregata al comune di San Lazzaro Alberoni, costituito in età napoleonica. Questa modifica territoriale genera forti difficoltà finanziarie al comune di Podenzano, tanto ché, nel 1831 l'anzianato formula una proposta di soppressione del comune, con conseguente annessione a Gossolengo. La proposta non ha, però, seguito ed il 13 giugno 1857 i territori trasferiti sotto la giurisdizione di San Lazzaro tornano nuovamente a far parte del comune di Podenzano.
Entrata a far parte dell'Italia insieme al resto del ducato nel 1861, a Podenzano si assiste ad una grande espansione del settore agricolo, a discapito del processo di industrializzazione in corso nel resto della pianura padana. L'industrializzazione nella zona conosce, poi, un forte sviluppo nel corso del Novecento.

## Monumenti e luoghi d'interesse
- Pieve di San Germano e San Giovanni Bosco: costruita tra il 1936 ed il 1940 in sostituzione di un precedente edificio fondato nel V secolo e sostanzialmente rimaneggiato tra il XVIII ed il XIX secolo[11]. Contiene al suo interno un organo Tonoli, inizialmente custodito nel duomo di Piacenza ed alcuni affreschi del pittore piacentino Luciano Ricchetti[12].
- Castello di Altoé: edificato sulla base di antichi insediamenti romani, il fortilizio viene citato per la prima volta tra il 1385 e il 1386 come proprietà della famiglia Salimbebe. Nel 1440 fu concesso dal duca di Milano Filippo Maria Visconti alla famiglia Piccinino. Nel 1650 divenne di proprietà di Ferrante Anguissola, nominato conte di Alto, per poi rimanere in possesso dei suoi discendenti. Presenta una pianta rettangolare resa irregolare da due torri: una con i resti di un ponte levatoio che fungeva da ingresso e una, più alta, il mastio. L'edificio è stato restaurato nell'Ottocento ad opera dell'architetto Angelo Colla[13].

- Castellaro: Di proprietà intorno all'XI secolo del monastero di San Savino di Piacenza, nel 1441 venne concesso da Filippo Maria Visconti a Giovanni da Cornazzano i cui figli lo vendettero nel 1452 a Giovanni Anguissola di Vigolzone il quale successivamente lo cedette alla famiglia Pusterla. Con l'estinzione dei Pusterla passò in condominio alla famiglia Zanardi Landi e al conte Ferdinando Scotti. Dopo essere stato acquisito dalla Camera Ducale farnesiana, nel 1685 venne riacquistato dagli Zanardi Landi. Il complesso consta di un edificio monoblocco di struttura rettangolare con un abbozzo di torre al vertice sud-occidentale. Sul fronte principale sono visibili le tracce di un porticato che fungeva da ingresso in un piccolo ambiente decorato con paesaggi a tempera e fregi grotteschi realizzata per volontà della famiglia Pusterla che intendeva trasformare l'edificio in dimora nobiliare. Nei saloni all'interno si possono vedere diversi soffitti a cassettoni[14].
- Castello di Gariga (o castello Maggia): costruito nel XIII secolo in un luogo dove erano presenti preesistenti costruzioni di origine romana, passò più volte di mano fino a diventare, nel 1679, proprietà della famiglia Maggia che restaurò l'ala sud e per la quale viene talvolta chiamato castello Maggia. Presenta un alto mastio posto sul lato d'entrata, affiancato da una torre a base quadrata più bassa dove è posto l'ingresso, originariamente dotato di ponte levatoio. All'interno del cortile si trova un porticato con loggia al piano superiore caratterizzato da archi, alcuni dei quali murati nei lavori operati dalla famiglia Maggia. L'accesso al primo piano è permesso da uno scalone[15].
- Castello di Podenzano: edificato dalla famiglia Malaspina a partire dal 1153, viene acquistato dagli Anguissola nel 1466, rimanendone di proprietà fino al termine del feudalesimo. La struttura presenta 4 torri angolari: due di forma rotonda e due di forma quadrata ed è occupata dagli uffici del comune[16].
- Castello di San Polo: castello trecentesco, inizialmente di proprietà della famiglia Landi e passato, poi, ad altre famiglie nobiliari, tra cui gli Anguissola, dopo il XV secolo. Nel 1746 viene adibito a prigione dagli austriaci guidati dal generale Berenklau. Lasciato in stato di abbandono, la struttura si presenta pericolante e in cattive condizioni[17].
- Torrazzo: Torre originariamente parte di un più ampio complesso di cui rimane anche uno spezzone di muro risalente al XVI secolo. DI proprietà di eredi della famiglia Anguissola, non viene mai menzionata in nessun atto, sia esso religioso o civile[18].

## Società

### Evoluzione demografica
Abitanti censiti

### Etnie e minoranze straniere
Al 1º gennaio 2023 gli stranieri residenti sono 826, pari al 9,11% della popolazione residente.

## Geografia antropica

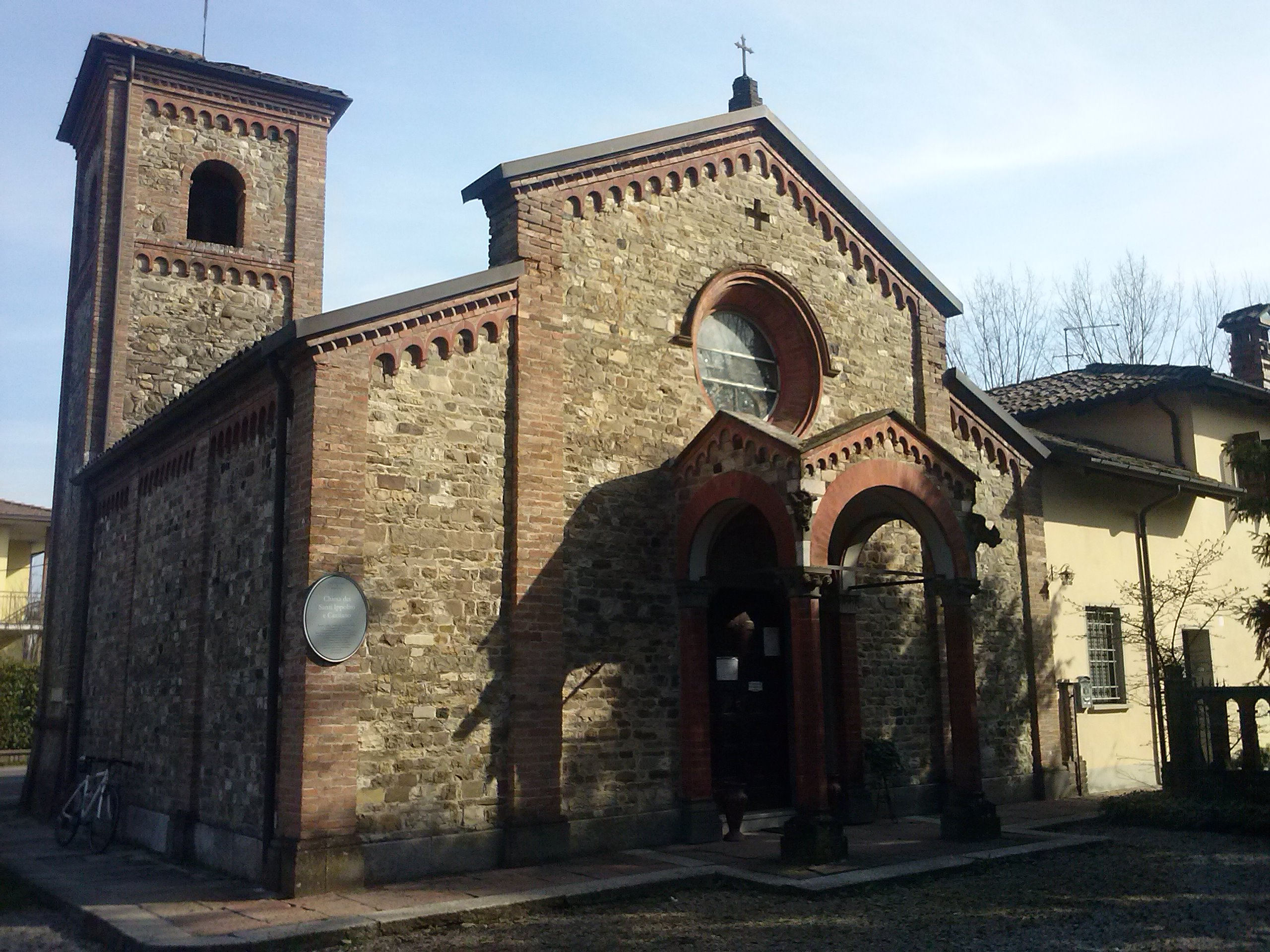
La chiesa dei Santi Ippolito e Cassiano a Maiano

### Frazioni
Fanno parte del territorio comunale le frazioni di San Polo, primo centro per dimensioni dopo il capoluogo, situato sulle rive del torrente Nure e sviluppatosi lungo il percorso della strada provinciale 6, Gariga, che ha conosciuto a partire dagli ultimi anni del XX secolo di un forte sviluppo abitativo, grazie al suo posizionamento lungo la strada statale 654 di Val Nure, Turro, insediamento prettamente agricolo che non ha conosciuto uno sviluppo pari a quello di altre frazioni del territorio, Altoé, centro abitato sorto attorno al castello medievale e quasi completamente vocato al residenziale, e Verano, caratterizzato, come Turro, dalla prevalente presenza di attività agricole.
Altre frazioni minori sono Maiano, Due Case, Albone e Case Gatti, mentre tra le località sono presenti le zone industriali/artigianali dei Casoni di Gariga e Crocetta di San Polo.

## Economia

### Agricoltura
L'agricoltura è stata fino al novecento l'attività economica prevalente di Podenzano. Nel territorio comunale assume particolare importanza la produzione di pomodori, sono, infatti, presenti due stabilimenti di lavorazione, uno nei pressi di San Polo e uno a Gariga. L'importanza della coltura e delle conseguenti lavorazioni per il territorio podenzanese sono testimoniate anche dall'organizzazione a cadenza annuale nel periodo estivo, della Fiera del pomodoro piacentino - Tomato World.

### Industria
A partire dal XX secolo il settore industriale ha conosciuto un forte sviluppo a Podenzano, affiancandosi alle tradizionali attività del primo settore e rendendo il comune uno dei principali poli industriali del territorio piacentino. Lo sviluppo industriale ha giovato della posizione di vicinanza con il capoluogo provinciale che ha reso le aree industriali podenzanesi una sorta di periferia delle omologhe aree di Piacenza.
Le principali aree di sviluppo industriale del territorio comunale sono le località Casoni di Gariga, polo di carattere sovracomunale situato al confine con il comune di Piacenza dove operano imprese di diverse dimensioni afferenti al settore industriale, ma anche commerciale e di terziario, e Crocetta, dove, invece, sono presenti insediamenti produttivi di dimensioni più contenute con una spiccata vocazione artigianale. Un'area produttiva è altresì presente anche all'interno del capoluogo, lungo il percorso della strada statale 654 di Val Nure.

## Infrastrutture e trasporti
Podenzano è interessata dal passaggio della strada statale 654 di Val Nure e, per un breve tratto nei pressi della località di Ponte Vangaro, della strada Statale 45 di Val Trebbia. Il territorio comunale è attraversato anche dalla strada provinciale 6 di Carpaneto che unisce Piacenza a Carpaneto Piacentino e dalla strada provinciale 42 di Podenzano che si dirama dalla strada provinciale 6 nei pressi del ponte sul Nure di San Giorgio Piacentino e raggiunge la strada statale 45 in località Ponte Vangaro, passando per il capoluogo comunale.
A partire dal 1881 il territorio comunale fu, inoltre, servito dalla tranvia Piacenza-Bettola, che permetteva il collegamento a nord con il capoluogo provinciale e a sud con la media val Nure fino a Bettola; lungo la linea erano presenti in territorio podenzanese le fermate di Casoni, Gariga, Due Case, Podenzano e Maiano. Il territorio podenzanese era interessato anche dal transito della tranvia Piacenza-Lugagnano lungo la quale si trovavano le fermate di Casa Rossa, San Polo, Cortenova e Ca' del Ponte.
La tranvia Piacenza-Bettola venne sostituita nel 1933 da una ferrovia gestita dalla Società Italiana Ferrovie e Tramvie che poteva contare in territorio podenzanese su due stazioni, una nel capoluogo e una a Gariga. L'infrastruttura venne definitivamente soppressa nel 1967.

## Amministrazione

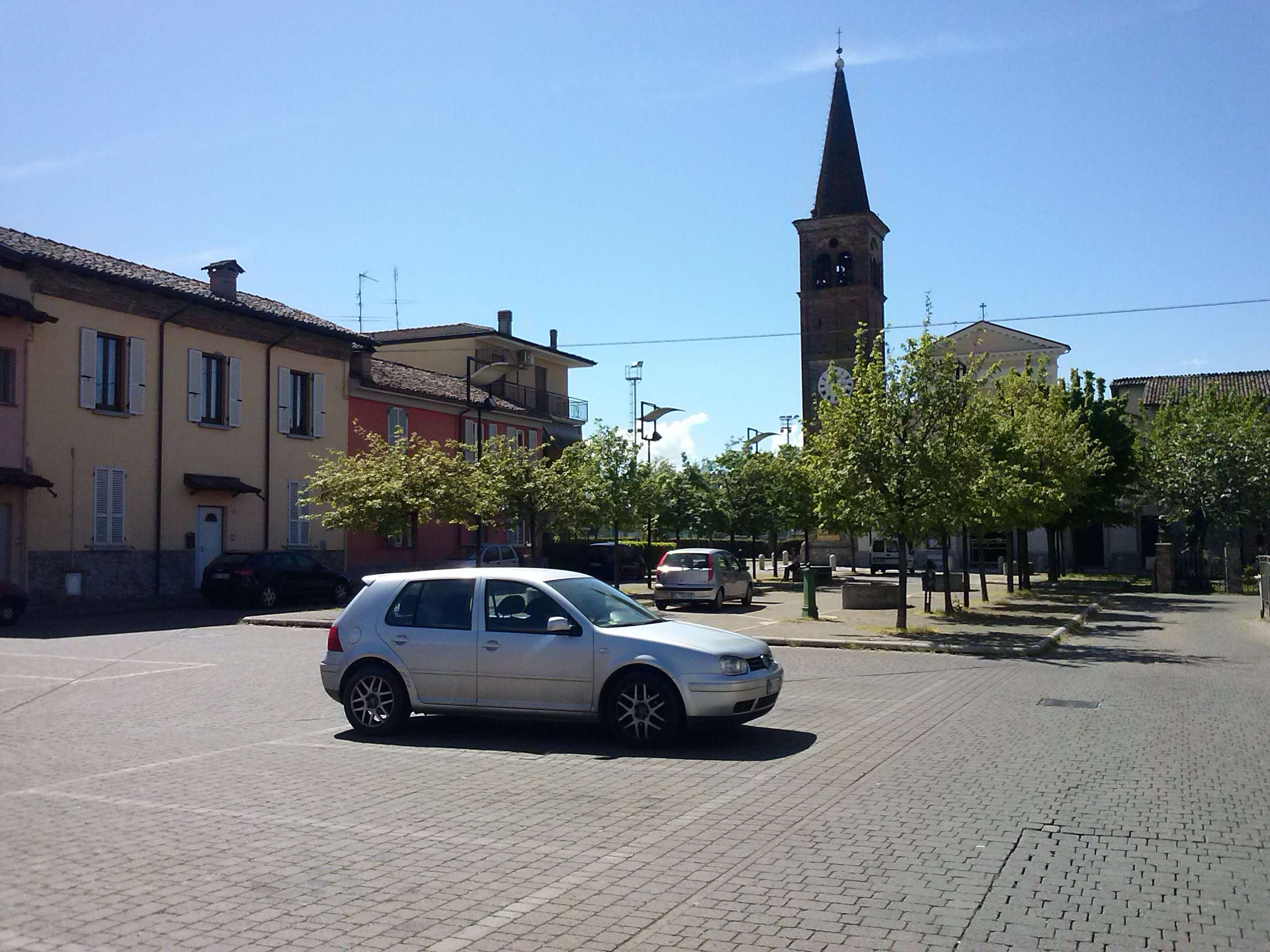
La piazza della frazione di San Polo.

Di seguito è presentata una tabella relativa alle amministrazioni che si sono succedute in questo comune.
| Periodo          | Periodo          | Primo cittadino      | Partito                                                                        | Carica      | Note   |
| ---------------- | ---------------- | -------------------- | ------------------------------------------------------------------------------ | ----------- | ------ |
| 18 luglio 1985   | 2 agosto 1990    | Roberto Spinola      | Partito Socialista Italiano                                                    | Sindaco     | [ 36 ] |
| 2 agosto 1990    | 27 febbraio 1992 | Roberto Spinola      | Partito Socialista Italiano                                                    | Sindaco     | [ 36 ] |
| 27 febbraio 1992 | 29 gennaio 1993  | Angela Taina         | Partito Socialista Italiano                                                    | Sindaco     | [ 36 ] |
| 29 gennaio 1993  | 12 novembre 1994 | Antonio Maestri      | Partito Democratico della Sinistra                                             | Sindaco     | [ 36 ] |
| 12 novembre 1994 | 24 aprile 1995   | Loretiana Bevilacqua |                                                                                | Comm. pref. | [ 36 ] |
| 24 aprile 1995   | 14 giugno 1999   | Antonio Maestri      | Centro-sinistra e liste civiche                                                | Sindaco     | [ 36 ] |
| 14 giugno 1999   | 14 giugno 2004   | Antonio Maestri      | Lista civica                                                                   | Sindaco     | [ 36 ] |
| 14 giugno 2004   | 8 giugno 2009    | Alessandro Ghisoni   | Lista civica                                                                   | Sindaco     | [ 36 ] |
| 8 giugno 2009    | 26 maggio 2014   | Alessandro Ghisoni   | Lista civica Insieme per Podenzano                                             | Sindaco     | [ 36 ] |
| 26 maggio 2014   | 27 maggio 2019   | Alessandro Piva      | Lista civica Insieme viviamo                                                   | Sindaco     | [ 36 ] |
| 27 maggio 2019   | 9 giugno 2024    | Alessandro Piva      | Lista civica Insieme di nuovo                                                  | Sindaco     | [ 36 ] |
| 9 giugno 2024    | in carica        | Riccardo Sparzagni   | Lega, Fratelli d'Italia, Forza Italia - PPE e lista civica Uniti per Podenzano | Sindaco     | [ 36 ] |

### Gemellaggi
- Hajdúdorog
- Kani Bozon, dal 2000[37]

### Altre informazioni amministrative
Podenzano fa parte dal 2014, anno di costituzione dell'ente, dell'Unione Valnure e Valchero, insieme ai comuni di Carpaneto Piacentino, Gropparello, San Giorgio Piacentino e Vigolzone. Podenzano ospita anche la sede legale dell'ente.

## Sport

### Calcio
Nel comune di Podenzano sono presenti due società calcistiche, la Polisportiva Podenzano, fondata nel 1945 e militante per la stagione 2020-2021 nel campionato di Prima Categoria, dopo la promozione ottenuta al termine della stagione precedente. La seconda società comunale è il San Polo, compagine rappresentante l'omonima frazione fondata nel 1967, militante nella stagione 2020-2021 nel campionato di Terza Categoria. Fino al 2018 il capoluogo era rappresentato anche da una seconda società, la Podenzanese, che ha militato, nella sua ultima stagione di attività, nel campionato di Terza Categoria.

### Pallavolo
Nella pallavolo femminile il territorio comunale è rappresentato dal Volley Ball Podenzano la cui prima squadra ha milita nel campionato di Serie D nella stagione 209-2020 e che, nell'annata 2020-2021, iscrive autonomamente una squadra in Prima Divisione e una squadra in Seconda Divisione. Nella stessa stagione la società iscrive, in collaborazione con la Pallavolo Sangiorgio, del confinante comune di San Giorgio Piacentino, una squadra al campionato di Serie D con la denominazione di SangioPode.

### Basket
Nella pallacanestro maschile Podenzano è rappresentata dal Basket Podenzano, militante per la stagione 2020-2021 nel campionato di Serie D regionale.

### Ciclismo
All'interno del territorio podenzanese si è disputato per 31 edizioni fino al 2013 il Gran Premio Sportivi di Podenzano, corsa in linea maschile di ciclismo su strada riservata alla categoria Under 23.